# The Devil and the Cornet
The Devil and the Cornet è un cortometraggio muto del 1908 diretto da Lewin Fitzhamon.

## Trama
Uno spasimante usa un corno magico che fa ballare il padre della ragazza che vuole sposare finché l'uomo, sfinito, non accetta le nozze della figlia.

## Produzione
Il film fu prodotto dalla Hepworth.

## Distribuzione
Distribuito dalla Hepworth, il film - un cortometraggio di 76,2 metri - uscì nelle sale cinematografiche britanniche nel novembre 1908.
Si conoscono pochi dati del film che, prodotto dalla Hepworth, fu distrutto nel 1924 dallo stesso produttore, Cecil M. Hepworth. Fallito, in gravissime difficoltà finanziarie, il produttore pensò in questo modo di poter almeno recuperare il nitrato d'argento della pellicola.